# 福劳
福劳是奥地利施蒂利亚州哈特贝格县的一个市镇。总面积4.71平方公里，总人口1422人，人口密度301.9人/平方公里（2005年）。